# Молодильник озерний
Молодильник озерний (Isoëtes lacustris L.) — багаторічна рослина родини молодильникових Isoëtaceae. Наукове значення як рідкісний реліктовий вид на північно-східній межі поширення. Єдиний представник класу Isoëtopsida у флорі України. Вид занесено до Червоної книги України.

## Опис
Гідатофіт. Багаторічна рослина 5—20 см заввишки. Ризоїди численні, густі. Стебло бульбоподібне. Листки (філоїди) темно-зелені, шилоподібні, зібрані пучком. Мегаспорангії у піхвах зовнішніх листків, мікроспорангії у піхвах внутрішніх листків, сидячі. Спори диморфні. Спороносить у липні–вересні. Розмножується спорами.

## Поширення
Ареал виду: Центральна та Атлантична Європа, Скандинавія, Західний Сибір, Північна Америка. В Україні трапляється на Західному Поліссі: Волинська, Рівненська області.
Росте на чистих прозорих мілководдях (глибина 0,7—2 м) мезотрофних та олігомезотрофних замкнутих або слабопроточних озер з піщаним дном з незначним рівнем води. Угруповання належать до класу Isoëto-Nanojuncetea. Гідрофіт.
Утворює монодомінантні зарості, популяції представлені у вигляді широких щільних смуг на мілководді озер (озеро Біле (Володимирецький район), озеро Луки Ратнівського району, Воронки Володимирецького району, озера Велике та Середнє Зарічненського району), також трапляється окремими плямами (озера Світязь і Пісочне Шацького національного природного парку та на озері Любче Ковельського району).

## Охоронний статус
В Україні має вразливий природоохоронний статус, занесений до Червоної книги України. Охороняють в Черемському, Рівненському (Білоозерська ділянка) природних заповідниках, в Шацькому національному природному парку, ботанічному заказнику місцевого значення «Любче» (Волинська область). Заборонене порушення умов місцезростання.
Причинами зміни чисельності стало забруднення озер (антропогенна евтрофікація). В останнє десятиліття виявлено ряд нових місць зростання, де вид раніше не фіксувався.

## Практичне використання
Має господарське та комерційне значення як декоративна, кормова рослина. Місце нересту риб. Закріплює днища водойм.